# Ilja Gorochow
Ilja Władimirowicz Gorochow (ros. Илья Владимирович Горохов; ur. 23 sierpnia 1977 w Jarosławiu) – rosyjski hokeista.

## Kariera
- Torpedo 2 Jarosław (1992-1998)
- Torpedo Jarosław (1994, 1995-1998)
  -  Las Vegas Thunder (1996)
  -  Saławat Jułajew Ufa (1998)
  -  CSK WWS Samara (1998)
- Torpedo Niżny Nowogród (1998-2000)
- Łokomotiw Jarosław (2000–2009)
  -  Łada Togliatti (2002-2003)
- Saławat Jułajew Ufa (2009–2010)
- Atłant Mytiszczi (2010–2011)
- Dinamo Moskwa (2011–2013)
- Łokomotiw Jarosław (2013-2016)
- HK Soczi (2016)
- Amur Chabarowsk (2016-2017)

Wychowanek i od maja 2013 ponownie zawodnik klubu z Jarosławia, związany rocznym kontraktem. Został kapitanem drużyny. Odszedł z klubu w kwietniu 2016. Od maja do grudnia 2016 zawodnik HK Soczi. Od grudnia 2016 zawodnik Amuru Chabarowsk. Po zakończeniu sezonu KHL (2016/2017) ogłosił zakończenie kariery zawodniczej.

## Sukcesy
Reprezentacyjne
- Brązowy medal mistrzostw świata juniorów do lat 20 (2 razy): 1996, 1997

Klubowe
- Złoty medal mistrzostw Rosji (5 razy): 1997, 2002, 2003 z Łokomotiwem, 2012, 2013 z Dinamem Moskwa
- Srebrny medal mistrzostw Rosji (3 razy): 2008, 2009 z Łokomotiwem, 2011 z Atłantem
- Brązowy medal mistrzostw Rosji (4 razy): 1998, 1999, 2005, 2014 z Łokomotiwem
- Awans do Superligi: 1999 z Torpedo
- Puchar Gagarina: 2012, 2013 z Dinamem Moskwa

Indywidualne
- KHL (2010/2011):
  - Drugie miejsce w klasyfikacji strzelców wśród obrońców w fazie play-off: 5 goli
  - Czwarte miejsce w klasyfikacji asystentów wśród obrońców w fazie play-off: 7 asyst
  - Drugie miejsce w klasyfikacji kanadyjskiej wśród obrońców w fazie play-off: 12 punktów
  - Pierwsze miejsce w klasyfikacji +/− w fazie play-off: +12
- KHL (2011/2012):
  - Najlepszy obrońca ligi – marzec 2012, Finały konferencji, Finał o Puchar Gagarina
  - Czwarte miejsce w klasyfikacji asystentów wśród obrońców w fazie play-off: 8 asyst
  - Pierwsze miejsce w klasyfikacji kanadyjskiej wśród obrońców w fazie play-off: 11 punktów
  - Czwarte miejsce w klasyfikacji +/− w fazie play-off: +10
- KHL (2012/2013):
  - Mecz Gwiazd KHL[8]
  - Czwarte miejsce w klasyfikacji +/− w fazie play-off: +11
  - Złoty Kask (przyznawany sześciu zawodnikom wybranym do składu gwiazd sezonu)
- KHL (2013/2014):
  - Mecz Gwiazd KHL[9]
  - Najlepszy obrońca miesiąca – marzec 2014
  - Złoty Kask (przyznawany sześciu zawodnikom wybranym do składu gwiazd sezonu)

Rekord
- Jako pierwszy zawodnik osiągnął liczbę 100 meczów w fazie play-off ligi KHL: 6 kwietnia 2014[10]